# Edizioni musicali Cinquantacinque
La Edizioni musicali Cinquantacinque srl è una casa editrice musicale italiana di proprietà di Edoardo Bennato, che è anche amministratore unico della società, che detiene i diritti di tutto il suo catalogo discografico.

## Storia
La casa editrice fu fondata nel 1980 a Napoli dai fratelli Edoardo, Eugenio e Giorgio Bennato, per affrancarsi dalle edizioni musicali Modulo Uno, che detenevano fino a quel momento i diritti d'autore dei tre artisti; 5 anni dopo, tutti e tre fondarono la Cheyenne Records, la cui denominazione deriva da quella dell'album Kaiwanna (il nome dell'omonima tribù di Pellerossa in lingua locale) realizzato dallo stesso Edoardo Bennato, che un anno dopo denuncia la Modulo Uno poiché dal 1983 ha sospeso il pagamento dei suoi diritti editoriali.
Tra gli artisti che hanno lavorato per Cinquantacinque vi sono Alessandro Colombini, Gino Magurno, i Blue Stuff, i Demonilla, Tony Cercola, Pietra Montecorvino e i Diesel.
La casa editrice ha continuato - ad oggi - a detenere i diritti su molte canzoni di Bennato. All'ultima chiusura fiscale (dicembre 2016), la proprietà di Cinquantacinque risulta così suddivisa: Universal Music Publishing Ricordi, che fa capo alla Vivendi di Vincent Bolloré ha una quota del 35% di Cinquantacinque (rilevata dalla berlusconiana RTI Music, nata a sua volta con la denominazione Five Record).
Secondo Il Sole 24 ore dal 2005 al 2008 l'azienda ha avuto un fatturato stabile intorno a 1 milione e 50 000 €. Fatturato e guadagni che sono però in lento - ma continuo - declino. Cinquantacinque ha, infatti, chiuso il bilancio 2015 con un valore della produzione derivante dai ricavi delle vendite e delle prestazioni pari a quasi 800.000 € e un utile di 510.278 € (circa 780.000 € e 536.000 € nel 2014).

### La liquidazione della società
Dopo una serie di disaccordi, contenziosi fra i soci (nel 2016 la sentenza di primo grado della causa promossa da Edoardo Bennato e sua figlia Gaia contro la società, parzialmente accolta) e complici i guadagni sempre minori, la Universal ha così deciso di defilarsi della società, cercando una monetizzazione immediata di tutto il catalogo. Su richiesta della stessa Universal - nel consiglio di amministrazione del 2017, i consiglieri hanno constatato che la casa discografica Universal «ha dichiarato di non essere favorevole» alla proroga della società in occasione dell'assemblea del 2016, quindi non è stata «raggiunta la maggioranza richiesta per l'adozione delle modifiche statutarie, necessaria per prorogare il termine della durata della società».
Mentre poco cambierà per gli aventi diritto, che continueranno a ricevere una percentuale degli incassi derivanti dello sfruttamento delle canzoni anche dai nuovi proprietari, la Cinquantacinque è stata posta in liquidazione con decisione presa dalle assemblee del 9 e 14 marzo 2017. È stata stabilito di "porre in essere le attività ritenuto utili e necessarie per il miglior realizzo di tutto il catalogò editoriale". La richiesta ai liquidatori è di facilitare "la vendita in blocco" entro il 31 dicembre dello stesso anno; si cerca quindi, accorpando le canzoni più redditizie a quelle meno note o spendibili, di evitare di svalutare il prezzo di realizzo del catalogo.
A partire dal 2019, a seguito della decisione del liquidatore della società di restituire alla SIAE il mandato per l'utilizzo online dei brani, il catalogo con gli album firmati da Edoardo Bennato diventa disponibile su tutte le principali piattaforme di streaming e di download digitale.

## Le principali canzoni pubblicate dalla Cinquantacinque
| Anno           | Titolo                           | Autore del testo                                    | Autore della musica           | Interprete                                           |
| -------------- | -------------------------------- | --------------------------------------------------- | ----------------------------- | ---------------------------------------------------- |
| 1º marzo 1980  | Li belli gladioli                | Edoardo Bennato                                     | Edoardo Bennato               | Edoardo Bennato                                      |
| 1º marzo 1980  | Sei come un juke-box             | Edoardo Bennato                                     | Edoardo Bennato               | Edoardo Bennato                                      |
| 1º marzo 1980  | Così non va, Veronica            | Edoardo Bennato                                     | Edoardo Bennato               | Edoardo Bennato                                      |
| 1º marzo 1980  | Allora, avete capito o no?       | Edoardo Bennato                                     | Edoardo Bennato               | Edoardo Bennato                                      |
| 1º marzo 1980  | Che combinazione                 | Edoardo Bennato                                     | Edoardo Bennato               | Edoardo Bennato                                      |
| 1º marzo 1980  | Restituiscimi i miei sandali     | Edoardo Bennato                                     | Edoardo Bennato               | Edoardo Bennato                                      |
| 1º marzo 1980  | A Licola                         | Edoardo Bennato                                     | Edoardo Bennato               | Edoardo Bennato                                      |
| 1º marzo 1980  | Uffà! Uffà!                      | Edoardo Bennato                                     | Edoardo Bennato               | Edoardo Bennato e Gaznevada                          |
| 1º aprile 1980 | Ma che sarà...                   | Edoardo Bennato                                     | Edoardo Bennato               | Edoardo Bennato                                      |
| 1º aprile 1980 | Il rock di Capitan Uncino        | Edoardo Bennato                                     | Edoardo Bennato               | Edoardo Bennato                                      |
| 1º aprile 1980 | Nel covo dei pirati              | Edoardo Bennato                                     | Edoardo Bennato               | Edoardo Bennato                                      |
| 1º aprile 1980 | Dopo il liceo che potevo far     | Edoardo Bennato                                     | Edoardo Bennato               | Edoardo Bennato                                      |
| 1º aprile 1980 | L'isola che non c'è              | Edoardo Bennato                                     | Edoardo Bennato               | Edoardo Bennato                                      |
| 1º aprile 1980 | Rockoccodrillo                   | Edoardo Bennato                                     | Edoardo Bennato               | Edoardo Bennato                                      |
| 1º aprile 1980 | Tutti insieme noi lo denunciam   | Edoardo Bennato                                     | Edoardo Bennato               | Orazio Mori (baritono) Edith Martelli (mezzosoprano) |
| 1º aprile 1980 | Sono solo canzonette             | Edoardo Bennato                                     | Edoardo Bennato               | Edoardo Bennato                                      |
| 1981           | E invece no                      | Edoardo Bennato                                     | Ry Cooder, Tim Drummond       | Edoardo Bennato                                      |
| 1981           | Canta appress'a nuje             | Edoardo Bennato                                     | Edoardo Bennato               | Edoardo Bennato                                      |
| 1982           | Nisida                           | Edoardo Bennato                                     | Edoardo Bennato               | Edoardo Bennato                                      |
| 1982           | 'A freva a quaranta              | Edoardo Bennato                                     | Edoardo Bennato               | Edoardo Bennato                                      |
| 1983           | La città trema                   | Edoardo Bennato                                     | Edoardo Bennato               | Edoardo Bennato                                      |
| 1983           | Ogni favola è un gioco           | Edoardo Bennato                                     | Edoardo Bennato               | Edoardo Bennato                                      |
| 1983           | Assuefazione                     | Edoardo Bennato                                     | Edoardo Bennato               | Edoardo Bennato                                      |
| 1983           | Addosso al gatto                 | Edoardo Bennato                                     | Edoardo Bennato               | Edoardo Bennato                                      |
| 1983           | Sarà falso, sarà vero            | Eugenio Bennato                                     | Edoardo Bennato               | Edoardo Bennato                                      |
| 1983           | Troppo, troppo!                  | Edoardo Bennato                                     | Edoardo Bennato               | Orazio Mori                                          |
| 1983           | Eccoli i prestigiatori           | Edoardo Bennato                                     | Edoardo Bennato               | Edoardo Bennato                                      |
| 1983           | Una ragazza                      | Edoardo Bennato                                     | Edoardo Bennato               | Edoardo Bennato                                      |
| 1983           | È arrivato un bastimento         | Edoardo Bennato                                     | Edoardo Bennato               | Edoardo Bennato                                      |
| 1983           | Lo show finisce qua              | Edoardo Bennato                                     | Edoardo Bennato               | Edoardo Bennato                                      |
| 1983           | Specchio delle mie brame         | Edoardo Bennato                                     | Edoardo Bennato               | Edoardo Bennato                                      |
| 1983           | Il gatto mangia il topo          | Edoardo Bennato                                     | Edoardo Bennato               | Edoardo Bennato                                      |
| 1984           | E' goal                          | Edoardo Bennato                                     | Edoardo Bennato               | Edoardo Bennato                                      |
| 1990           | Onda Latina                      | Gino Magurno, Tony Cercola                          | Gino Magurno, Tony Cercola    | Tony Cercola                                         |
| 1990           | Babbasone                        | Gino Magurno, Tony Cercola                          | Gino Magurno, Tony Cercola    | Tony Cercola                                         |
| 1990           | Baluba                           | Gino Magurno, Tony Cercola                          | Gino Magurno, Tony Cercola    | Tony Cercola                                         |
| 1990           | Estrella                         | Gino Magurno                                        | Tony Cercola                  | Tony Cercola                                         |
| 1990           | Casbah                           | Gino Magurno                                        | Tony Cercola                  | Tony Cercola                                         |
| 1990           | Maga Musé                        | Gino Magurno                                        | Tony Cercola                  | Tony Cercola                                         |
| 1990           | M 20                             | Gino Magurno                                        | Tony Cercola                  | Tony Cercola                                         |
| 1990           | Alé alé                          | Gino Magurno, Tony Cercola                          | Gino Magurno, Tony Cercola    | Tony Cercola                                         |
| 1991           | Segnorita                        | Eugenio Bennato                                     | Edoardo Bennato               | Pietra Montecorvino                                  |
| 1991           | Femmena                          | Eugenio Bennato                                     | Edoardo Bennato               | Pietra Montecorvino                                  |
| 1991           | Libera finalmente                | Eugenio Bennato                                     | Carlo D'Angiò                 | Pietra Montecorvino                                  |
| 1991           | Ammore song                      | Eugenio Bennato                                     | Edoardo Bennato               | Pietra Montecorvino                                  |
| 1991           | Mamma-O                          | Eugenio Bennato                                     | Carlo D'Angiò                 | Pietra Montecorvino                                  |
| 2002           | Lo stelliere                     | Edoardo Bennato, Gino Magurno, Ornella Della Libera | Gino Magurno, Edoardo Bennato | Gabriele Carlini                                     |
| 2015           | La mia follia                    | Marilina Natoli                                     | Francesco Grosso              | Giorgio Zito e Demonilla                             |
| 2015           | Non ho pace                      | Gennaro Barba, Marilina Natoli                      | Francesco Grosso              | Giorgio Zito e Demonilla                             |
| 2015           | Quando parte la discussione      | Giorgio Bennato, Francesco Grosso                   | Giorgio Bennato               | Giorgio Zito e Demonilla                             |
| 2015           | Che puoi dirmi                   | Francesco Grosso                                    | Lino Vairetti                 | Giorgio Zito, Demonilla e Lino Vairetti              |
| 2015           | Gli occu che inseguono il futuro | Giorgio Bennato                                     | Giorgio Bennato               | Giorgio Zito e Demonilla                             |
| 2015           | Mi piaci!                        | Francesco Grosso                                    | Gennaro Barba                 | Giorgio Zito e Demonilla                             |
| 2015           | È giusto o no?                   | Giorgio Bennato                                     | Giorgio Bennato               | Giorgio Zito e Demonilla                             |
| 2015           | In attesa di giudizio            | Giorgio Bennato                                     | Giorgio Bennato               | Giorgio Zito e Demonilla                             |
| 2015           | Se ogni volta                    | Giorgio Bennato                                     | Giorgio Bennato               | Giorgio Zito e Demonilla                             |
| 2015           | Il patto                         | Francesco Grosso, Marilina Natoli                   | Alfonso La Verghetta          | Giorgio Zito e Demonilla                             |
| 2015           | Un'idea della mente              | Giorgio Bennato                                     | Giorgio Bennato               | Giorgio Zito e Demonilla                             |
| 2015           | Un posto per sognare             | Marilina Natoli                                     | Francesco Grosso              | Giorgio Zito e Demonilla                             |
| 2015           | L'universo ci guarda             | Giorgio Bennato                                     | Giorgio Bennato               | Giorgio Zito e Demonilla                             |